# 関之尾滝

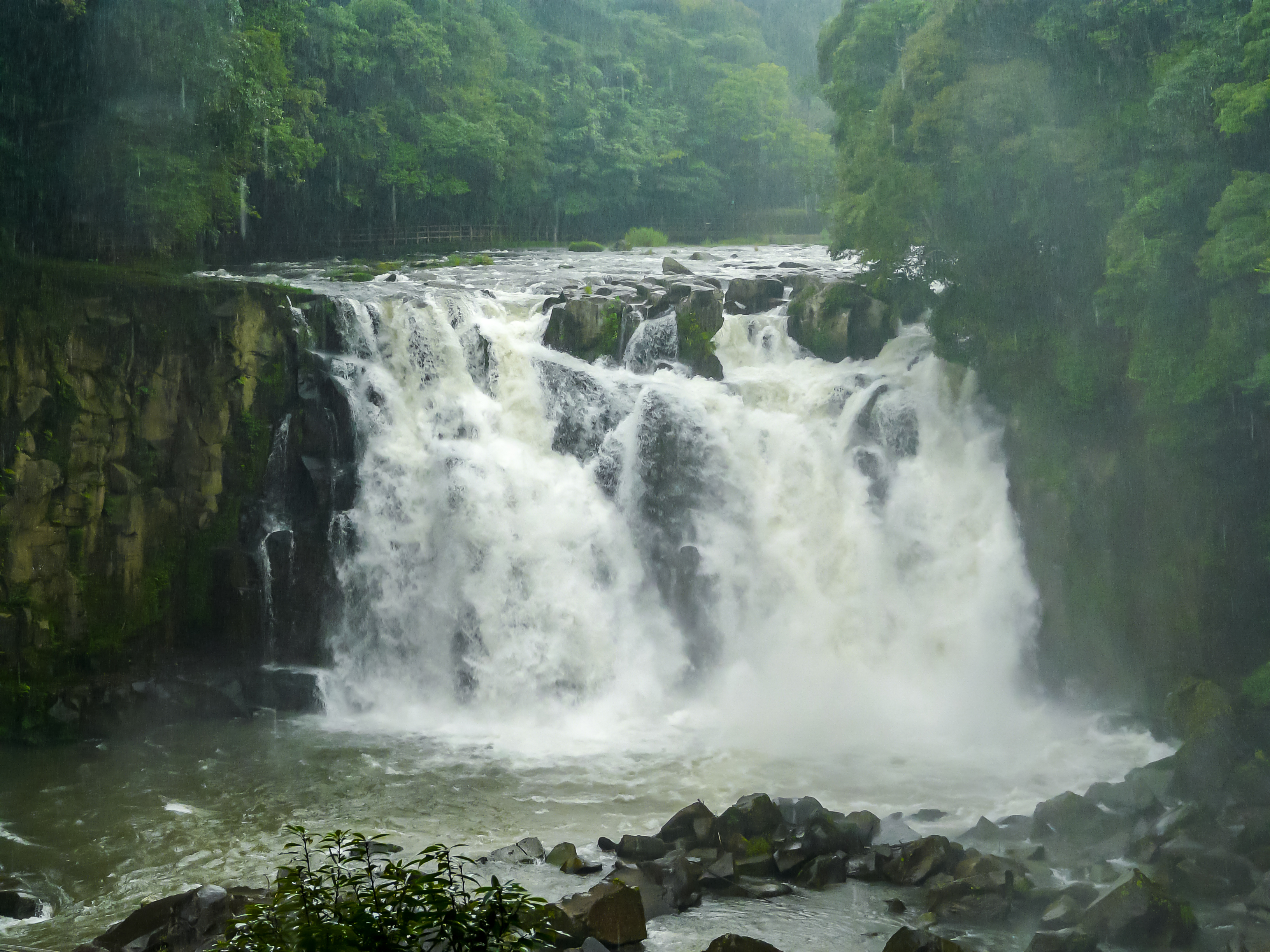
大雨後の関之尾滝

関之尾滝（せきのおのたき）は、宮崎県都城市関之尾町にある滝。日本の滝百選の一つ。母智丘・関之尾県立自然公園に属する。近くには、キャンプ場やカフェなどが完成し、駐車場などがある為、日帰りで行くことも可能。

## 概要
大淀川支流の庄内川にかかる。大滝、男滝、女滝(男滝と女滝は人工滝)の3つからなり、幅約40m、落差18mの大滝はおよそ33-34万年前の加久藤カルデラから噴出した加久藤火砕流堆積物の溶結凝灰岩を侵食している。滝は溶結凝灰岩の柱状節理に添って流下している。
男滝は北前用水路の余水吐き、女滝は取水口で明治時代に岩を掘ってつくられたものである。

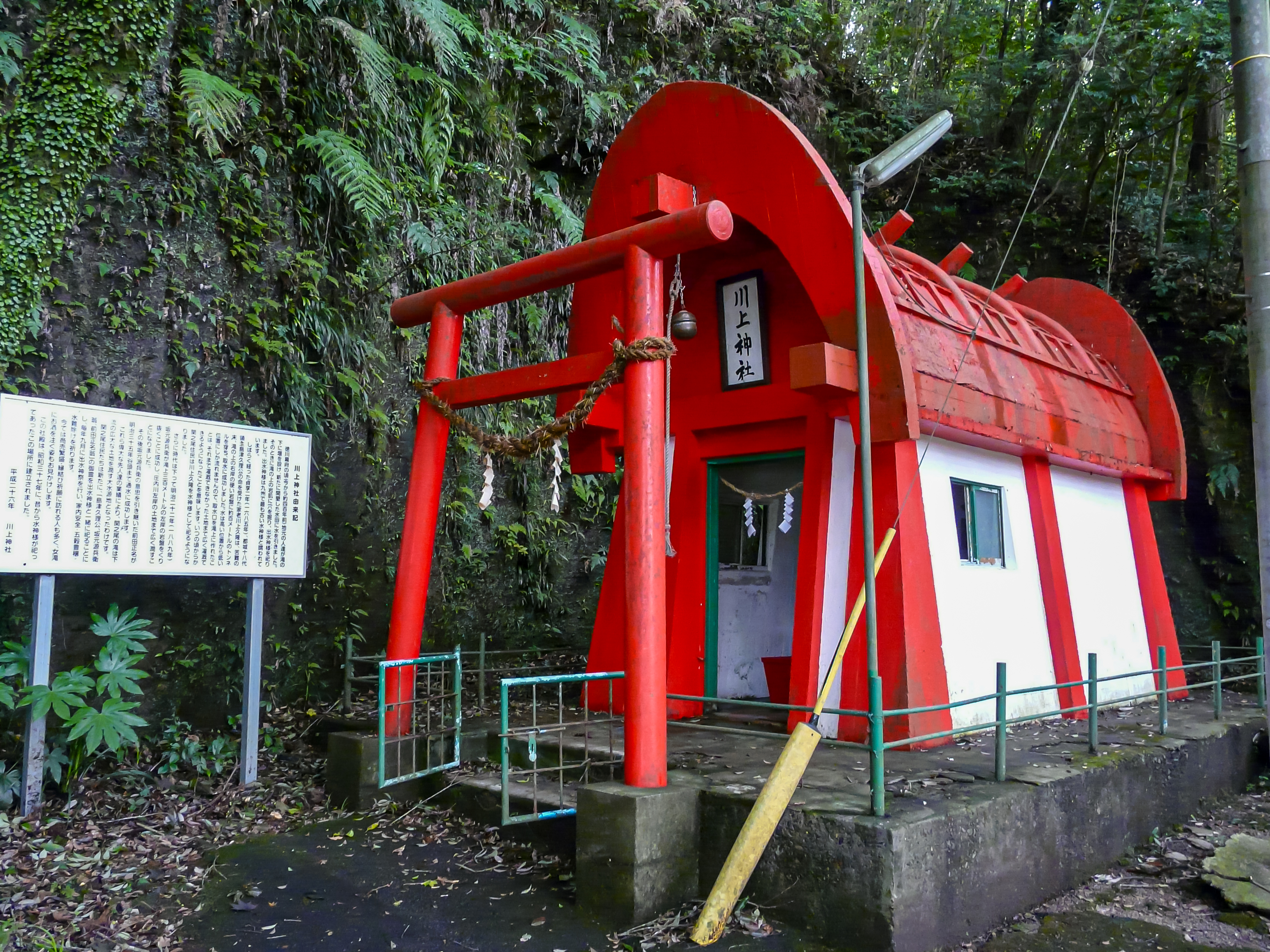
滝側に祀られている水神様の川上神社

## 関の尾の甌穴

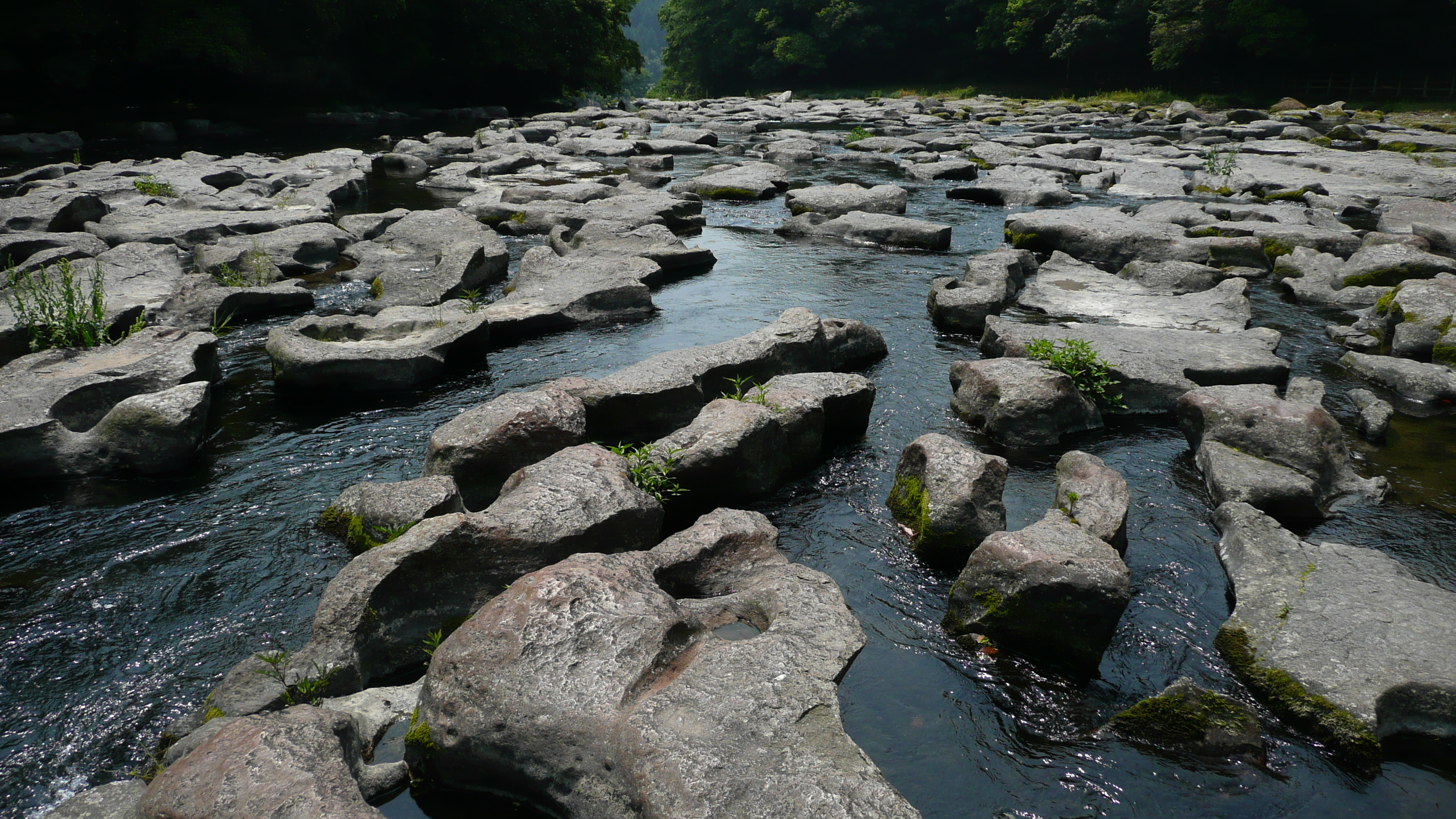
関之尾の甌穴

滝の上流600m、幅80mに及ぶ川床には数千個の甌穴群（おうけつぐん）があり、世界有数の規模といわれている。1928年（昭和3年）2月18日には国の天然記念物に指定された。一般的な甌穴は岩の上部にまばらに穴が開いている（独立状タイプ）ことが多いが、関之尾の甌穴は大きく成長した穴同士が連結した「連鎖状タイプ」、浅い溝状の「浅い「とい」状タイプ」、溶結凝灰岩の摂理に添って浸食された「深い溝状タイプ」も多くみられる。（写真参照）

## 伝説
北郷氏初代当主北郷資忠が、当地にて月見の宴を催した際、18歳で領内一の美女といわれたお雪（おしず）が資忠にお酌をしたが誤って酒をこぼしてしまった。このことを恥じたお雪は杯を持って滝つぼに身を投げた。お雪の恋人であった経幸は悲しみのあまり日夜滝の上からお雪の名を叫んだが、ある日、「書きおくもかたみとなれや筆のあとまた会うときのしるしなるらん」と岩に鑓で刻み姿を消した。それ以来名月の夜になると滝つぼから朱塗りの杯が浮かんでくるようになったと伝えられている。